# Éfaté
Éfaté es una isla de Vanuatu. Es la más poblada (alrededor de 50.000 habitantes) y por extensión (780 km²) es la tercera más grande del archipiélago. La mayoría de los habitantes viven en Port Vila, la capital nacional.
Durante la Segunda Guerra Mundial la isla fue usada como una importante base militar de los Estados Unidos.
- Datos: Q266594
- Multimedia: Éfaté Island / Q266594